# James Grimston, I conte di Verulam
James Walter Grimston, I conte di Verulam (26 settembre 1775 – 17 novembre 1845) è stato un nobile e politico inglese.

## Biografia
Era il figlio di James Grimston, III visconte Grimston, e di sua moglie, Harriot Walter.

## Carriera
Nel 1802 Grimston fu eletto alla Camera dei Comuni per St Albans, un seggio che mantenne fino al 1808, quando succedette al padre come visconte Grimston e come barone Verulam ed entrò nella Camera dei lord. In quell'anno succedette al cugino materno come Lord Forrester. Nel 1815 Verulam fu creato Visconte Grimston e Conte di Verulam nella Pari del Regno Unito. In seguito ha ricoperto la carica onoraria del Lord luogotenente dell'Hertfordshire (1823-1845).

## Matrimonio
Sposò, l'11 agosto 1807, Lady Charlotte Jenkinson (?-16 aprile 1862), figlia di Charles Jenkinson, I conte di Liverpool. Ebbero dieci figli:
- James Grimston, II conte di Verulam (22 febbraio 1809-27 luglio 1895)[1];
- Lady Katherine Grimston (18 aprile 1810-4 luglio 1874), sposò in prime nozze John Foster-Barham, non ebbero figli, e in seconde nozze George Villiers, IV conte di Clarendon, ebbero otto figli;
- Edward Harbottle Grimston (2 aprile 1812-4 maggio 1881), sposò Frances Horatia Morier, ebbero tre figli;
- Henry Luckyn Grimston (agosto 1813-1814;
- Lady Emily Mary Grimston (4 febbraio 1815-21 maggio 1901), sposò William Craven, II conte di Craven, ebbero nove figli;
- Robert Grimston (18 settembre 1816-7 aprile 1884);
- Charles Grimston (3 ottobre 1818-1857);
- Lady Mary Augusta Frederica Grimston (29 luglio 1820-5 aprile 1879), sposò Jacob Pleydell-Bouverie, IV conte di Radnor, ebbero dodici figli;
- Francis Sylvester Grimston (8 dicembre 1822-28 ottobre 1865), sposò Katherine Morier, ebbero due figli;
- Lady Jane Frederica Harriot Mary Grimston (17 gennaio 1825-30 marzo 1888), sposò James Alexander, III conte di Caledon, ebbero quattro figli.